# Sugar Loaf (Île Mackinac)
Pour les articles homonymes, voir Sugarloaf.

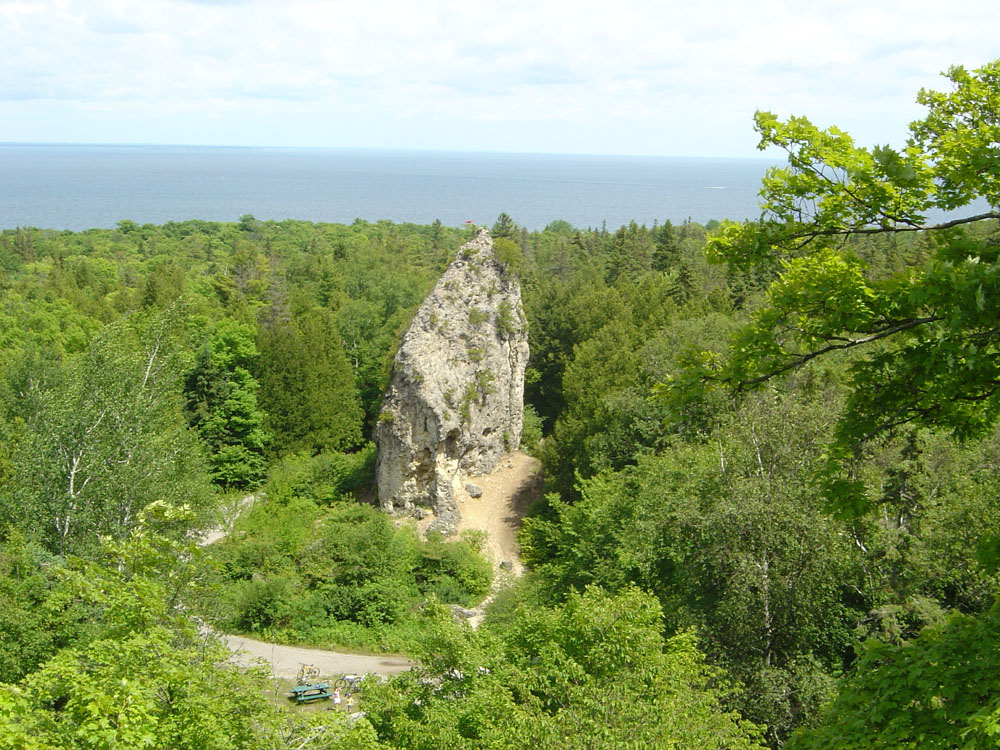
Sugar Loaf.

Le Sugar Loaf est un pic rocheux de 23 mètres de haut situé sur l'île Mackinac dans l'État du Michigan aux États-Unis. Ce pic s'est formé par érosion il y a plusieurs milliers d'années lorsque le lac Algonquin, l'ancêtre du lac Huron, était présent dans la région. Le niveau de ce lac était plus élevé que le niveau actuel du lac Huron. Les roches du pic sont calcaires.
Le nom donné au pic par les gens de la région provient d'un mets apprécié des gens de la région. Ce mets, constitué de sucre d'érables, était servi dans un contenant ayant la forme d'un cône ressemblant au pic par la forme. Le mets dans son cornet est dénommé par les anglophones Sugarloaf ou Sugar Loaf.
Les Amérindiens considéraient ce pic comme la maison de l'Esprit Gitche Manitou.  D'autres légendes racontaient que le pic provenait d'un homme qui s'est fait pétrifier en roche après avoir commis un délit. Le site aurait été un lieu de rituels funéraires. En 1831, Alexis de Tocqueville et son ami Gustave de Beaumont visitèrent l'île.  De Beaumont écrivit que ce rocher était rempli de crevasses parfois garnies d'ossements déposés par les Amérindiens. Ces ossements ont disparu du lieu depuis longtemps. Une petite grotte, seulement accessible par de très petites personnes, traverse le pic de part en part. 

## Sources
- (en) George W. Pierson, "Tocqueville and Beaumont in America" (New York City: Oxford University Press, 1938), page 302.